# PFK Neftochimic Burgas
El PFK Neftochimic Burgas (en búlgar: ПФК Нефтохимик) és un club de futbol de la ciutat de Burgàs, Bulgària.

## Història
El club fou fundat el 1962 per treballadors de la refineria petrolera Neftochim amb el nom de Stroitel Burgas. El 1964 es convertí en Neftochimik Burgas. L'any 1969, amb l'objectiu de crear un club potent a la ciutat, la majoria de jugadors del Neftochimic ingressaren al Chernomorets. Entre 1969 i 1981 el Neftochimic romangué en competicions amateurs o d'empreses.
El 6 de maig de 1981, un club de segona divisió, el Lokomotiv Burgas (fundat el 1932) va perdre el seu estadi i decidí unir-se al FC Neftochimic agafant l'estadi d'aquest. El 1986 el nou club es registrà amb el nom de DSF Neftochimic. L'any 2002 esdevingué Naftex Burgas (Нафтекс). L'any 2009 es va dissoldre per problemes econòmics.
L'any 2009 un club amateur, Athletic fou reanomenat Neftochimic 1986. La temporada 2010-11 accedí al futbol professional. No obstant, el 27 de juny de 2014 es dissolgué per problemes econòmics. L'equip havia guanyat la Copa de la Lliga de Futbol Amateur el 2011.
El 2009 també fou fundat el FC Master. L'any 2014 fou convidat a jugar a la segona divisió búlgara. El club acceptà la invitació i canvià el seu nom per PFC Burgas i canvià els seus colors de vermell i blanc a blau i blanc.
L'any 2015, PFC Burgas i el nou club SNC Neftochimic Burgas es fusionaren sota el nom PFC Neftochimic Burgas 1962.

## Futbolistes destacats
- Ilia Gruev
- Radostin Kishishev
- Velian Parushev
- Stoiko Sakaliev
- Stancho Tzonev
- Georgi Chilikov
- Mitko Trendafilov
- Todor Yanchev
- Stanimir Dimitrov
- Todor Kiselichkov
- Milen Georgiev
- Anton Spasov
- Blagomir Mitrev
- Vesko Petkov
- Gancho Evtimov
- Andrea Parola
- Mario Nunes
- Valentin Naydenov
- Krasimir Dimitrov
- Rosen Petrov
- Yordan Gospodinov
- Zlatko Yankov
- Liubomir Liubenov
- Veselin Shulev
- Daniel Morales

## Entrenadors destacats
- Ivan Vutov
- Dimitar Stoychev
- Georgi Vasilev
- Dimitar Dimitrov